# وانگنیز
وانگنیز (به لاتین: Wangenies) یک منطقهٔ مسکونی در بلژیک است که در استان انو واقع شده‌است.